# جون فولكنير (سياسي)
جون فولكنير (بالإنجليزية: John Faulkner)‏ هو سياسي أسترالي، ولد في 12 أبريل 1954 بليتون في أستراليا. حزبياً، نشط في حزب العمال الأسترالي.

## مناصب
- انتخب وزير شؤون قدامى المحاربين [الإنجليزية]‏ (24 مارس 1993 – 25 مارس 1994).
- انتخب وزير رياضة [الإنجليزية]‏ (25 مارس 1994 – 11 مارس 1996).
- انتخب وزير الاستدامة والبيئة والمياه والسكان والمجتمعات [الإنجليزية]‏ (25 مارس 1994 – 11 مارس 1996).
- انتخب Special Minister of State [الإنجليزية]‏ (3 ديسمبر 2007 – 9 يونيو 2009).
- انتخب مندوب المؤتمر الدستوري الأسترالي 1998 وقد انضم خلال فترته النيابية (2 فبراير 1998 – 13 فبراير 1998) للكتلة البرلمانية حكومة أستراليا.
- انتخب عضو مجلس الشيوخ الأسترالي [الإنجليزية]‏ عن دائرة نيوساوث ويلز ‏ (4 أبريل 1989 – 6 فبراير 2015).
- انتخب نائب رئيس المجلس التنفيذي [الإنجليزية]‏ (3 ديسمبر 2007 – 13 سبتمبر 2010).
- انتخب وزير الدفاع [الإنجليزية]‏ (9 يونيو 2009 – 13 سبتمبر 2010).